# Sapopemba (métro de São Paulo)
Sapopemba est une station de la ligne 15-Argent du métro de São Paulo. Elle est située dans la zone sud-est de la ville de São Paulo au Brésil. 
Mise en service en 2019, elle est incluse dans le terminus intermodal de Sapopemba qui inclut un terminus d'autobus municipal.

## Situation sur le réseau

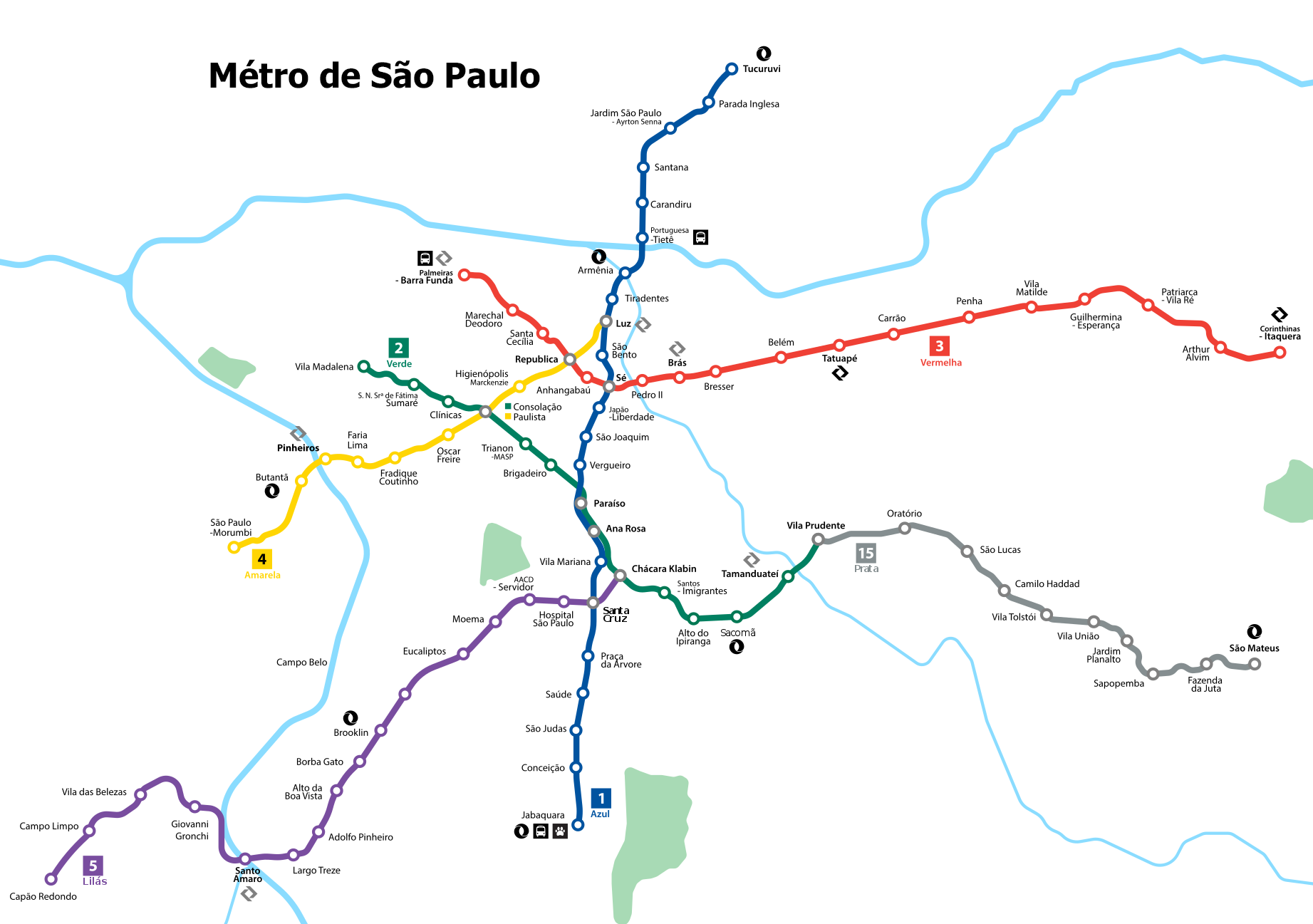
Plan du Métro de São Paulo 2020.

Établie en aérien, la station Sapopemba, de la ligne de monorail dite ligne 15 du métro de São Paulo (argent), est située entre la station Jardim Planalto, en direction du terminus provisoire ouest Vila Prudente, et la station Fazenda da Juta, en direction du terminus provisoire est Jardim Colonial.

## Histoire
Sapopemba recevrait l'un des arrêts du tronçon est de l'Expresso Tiradentes. La première étape de ces travaux a été réalisée, avec la construction du terminal de bus (voir section ci-dessous). Plus tard, en 2009, la ville de São Paulo a confié le projet au gouvernement de l'État, qui l'a modifié en transformant un couloir de bus en ligne de monorail.
Les premiers projets de la station Sapopemba ont été rendus publics en novembre 2009. Cependant, la première étape vers la réalisation des travaux n'a eu lieu qu'en 2012, avec la publication du décret d'État n° 57.837, qui expropriait les zones nécessaires à la construction de la gare de Sapopemba. Ses travaux débutèrent le 11 juin de la même année,. L'entreprise de construction chargée d'achever les travaux, Azevedo e Travassos, a connu des problèmes financiers causés par la crise économique de 2014 et a paralysé les travaux de la gare à plusieurs reprises jusqu'à les abandonner en septembre 2018. Après une annulation entre Metrô et l'entreprise de construction, un nouvel appel d'offres a été lancé et les travaux ont repris en avril 2019 par l'entreprise Ster Engenharia, avec une ouverture prévue fin 2019,. 
La station Sapopemba est mise en service le 16 décembre 2019. Son nom « Sapopemba » vient de la langue Tupi, signifiant « racine angulaire, avec des protubérances », étant sapó ("racine") et pem ("angulaire, avec des protubérances"), désignant une espèce d'arbre commune en Amazonie. La région terminale a reçu le nom de Sapopemba en raison de l'Estrada do Sapopemba, un chemin ouvert à l'époque impériale et qui s'appelle aujourd'hui avenue Sapopemba.

## Services aux voyageurs

### Intermodalité
La station permet les échanges avec le terminus Sapopemba/Teotônio Vilela qui est l'un des 28 terminus d'autobus gérés par la ville de São Paulo, via SPTrans, desservant 17 lignes. Ce terminal est conçu en 2003 pour servir le projet du tronçon oriental de l'Expresso Tiradentes. La zone destinée à sa construction a été expropriée le 24 février 2003, par le biais du décret municipal n° 42 904. Les travaux du terminal ont été confiés à l'entreprise Andrade Gutierrez et ont débuté le 17 décembre 2005. Le terminal de Sapopemba a été inauguré le 12 octobre 2006, pour un coût de de R$ 17 millions,,. Le terminus a une superficie de 8 400 mètres carrés, dont 2 250 mètres carrés de bâtiments et une zone de couverture des quais de 1 970 mètres carrés. La zone bâtie est divisée en deux parties : le bâtiment de support et les quais.